# Slobozia (okręg Giurgiu)
Slobozia – wieś w Rumunii, w okręgu Giurgiu, w gminie Slobozia. W 2011 roku liczyła 2377 mieszkańców.